# ۲۰۴ (عدد)
۲۰۴(دویست و چهار) یک عدد طبیعی است که بعد از ۲۰۳ و قبل از ۲۰۵ قرار دارد.